# Auto Viação Catarinense
Auto Viação Catarinense Ltda. é uma empresa brasileira de transporte rodoviário de passageiros e cargas que atua nas regiões Sul e Sudeste, bem como no Paraguai. Foi fundada em 13 de abril de 1928, no município de Blumenau, em Santa Catarina. Após sua venda ao Grupo JCA, em 1995, sua sede administrativa foi transferida para Florianópolis.
Foi a primeira empresa de transporte rodoviário de passageiros a adquirir concessão pública no Brasil, com uma linha entre Blumenau e Florianópolis, a mais antiga do Brasil ainda em atividade. Conta com 1 300 empregados e uma frota com aproximadamente 300 veículos, atuando em 150 linhas intermunicipais, interestaduais e internacionais.
O Grupo JCA também é proprietário da Auto Viação 1001, Expresso do Sul, Rápido Ribeirão Preto, Rápido Macaense, Viação Cometa e Barcas SA (empresa de transporte hidroviário responsável pela travessia de passageiros na baía de Guanabara).

## História
No dia 13 de abril de 1928, a Catarinense foi criada sob a razão social Empreza Auto Viação Catharinense operando uma linha entre Blumenau e Florianópolis. Nessa época, devido a precariedade das estradas e fragilizados veículos, as viagens ocorriam duas vezes por semana.
A empresa cresceu na medida que aumentou sua frota, com veículos mais modernos e resistentes. Contudo, ainda demoraria para a Catarinense atuar fora do estado, o que só ocorreu na década de 40, quando a viação começou a atender também o Rio Grande do Sul, indo até a capital Porto Alegre. Mesmo assim, a empresa enfrentava outro obstáculo, que era o novo percurso que passava em boa parte do litoral catarinense e gaúcho, só realizado quando as marés estavam baixas, pois parte do caminho era coberto pela areia trazida por elas, o que dificultava as viagens.
Anos depois, já nos anos 80, a Catarinense comprou a Companhia Rex de Transportes Ltda., da cidade de Lages, responsável por diversas linhas no sul e oeste do estado de Santa Catarina. Em 1995, a Catarinense foi adquirida pelo Grupo JCA. Em 1997, absorveu a Rex. Em 1999, a Catarinense comprou cinco linhas da concorrente Itapemirim e 23 linhas da Penha, que ligam cidades de Santa Catarina ao Paraná e São Paulo.
Em 2016 passou a atender algumas linhas que eram operadas pela Viação Pluma Internacional. Além disso, o Grupo JCA comprou a Expresso Kaiowa, incorporando-a à Auto Viação Catarinense.

### Estrutura
A empresa atua no Sul e Sudeste do país e também no Paraguai.